# Жуланіха
Жулані́ха (рос. Жуланиха) — село у складі Зоринського району Алтайського краю, Росія. Адміністративний центр та єдиний населений пункт Зиряновської сільської ради.

## Населення
Населення — 719 осіб (2010; 750 у 2002).
Національний склад (станом на 2002 рік):
- росіяни — 97 %